# Priva grandiflora
Priva grandiflora là một loài thực vật có hoa trong họ Cỏ roi ngựa. Loài này được (Ortega) Moldenke miêu tả khoa học đầu tiên năm 1946.